# Calanthea stenosepala
Calanthea stenosepala är en kaprisväxtart som först beskrevs av Ignatz Urban, och fick sitt nu gällande namn av Cornejo och Iltis. Calanthea stenosepala ingår i släktet Calanthea och familjen kaprisväxter. Inga underarter finns listade i Catalogue of Life.